# Anna Harrison
Anna Tuthill Symmes Harrison (25 de julho de 1775 - 25 de fevereiro de 1864), esposa do Presidente estadunidense William Henry Harrison e avó do Presidente Benjamin Harrison, foi a 9ª Primeira-dama dos Estados Unidos durante o mandato de um mês de seu marido em 1841, porém nunca pôs os pés na Casa Branca.

## Origem e Casamento
Anna nasceu em Flatbrookville, Walpack Township, Nova Jérsei em 25 de julho de 1775; seus pais eram Judge John Cleves Symmes e Anna Tuthill Symmes, naturais de Long Island. Seu pai era Chefe de Justiça da Suprema Corte de Nova Jérsei e posteriormente tornou-se um proeminente proprietário no sudoeste de Ohio. Quando sua mãe faleceu, em 1776, seu pai disfarçou-se de um soldado britânico pra levá-la a cavalo, através das linhas férreas, à seus avós em Long Island, que cuidaram dela durante a Guerra de Independência. Seu pai também era um delegado de Nova Jérsei no Congresso Continental o Presidente do Comitê de Segurança do Condado de Sussex.
Cresceu em Long Island, recebendo, excepcionalmente, uma educação boa para uma mulher naqueles tempos. Frequentou a Academia Clinton em Easthampton, Long Island, e a escola particular de Isabella Graham em New York City.
Quando tinha trinta e três anos de idade, Anna foi, com seu pai e sua madrasta, ao deserto de Ohio, onde se estabeleceram em North Bend. Quando visitava seus parentes em Lexington, Kentucky em uma primavera de 1795, conheceu o Tenente William Henry Harrison, que estava na cidade por causa de assuntos militares. Harrison residia nas proximidades de Fort Washington. O pai de Anna desaprovou seu casamento com Harrison, em grande parte porque ele queria poupar sua filha das dificuldades da vida em acampamentos do exército. Apesar de o pai tentar impedir que os dois saíssem juntos, o namoro floresceu às escondidas.
Casaram-se em 22 de novembro de 1795 na casa do Dr. Stephen Wood, tesoureiro do Território do Noroeste, em North Bend (seu pai estava longe, em uma viagem de negócios em Cincinnati). O casal teve sua lua-de-mel em Fort Washington, enquanto Harrison ainda estava de plantão. Duas semanas depois, em um jantar de despedida para o General "Mad" Anthony Wayne, Symmes confrontou seu novo genro pela primeira vez desde o casamento. Dirigindo-lo severamente, quis saber como ele pretende sustentar sua filha. O fato de seu genro haver conseguido fama no campo de batalha fez Symmes aceitá-lo.
O casal aparentemente teve um casamento feliz, apesar da sucessão de tragédias na morte precoce de cinco de seus dez filhos crescidos. São eles:
- Elizabeth Bassett Harrison (29 de setembro de 1796 - 27 de setembro de 1846)
- John Cleves Symmes Harrison (28 de outubro de 1798 - 30 de outubro de 1830)
- Lucy Singleton Harrison (5 de setembro de 1800 - 7 de abril de 1826)
- William Henry Harrison Jr (3 de setembro de 1802 - 6 de setembro de 1838)
- John Scott Harrison (4 de outubro de 1804 - 25 de maio de 1878)
- Benjamin Harrison (5 de maio de 1806 - 9 de junho de 1840)
- Mary Symmes Harrison (28 de janeiro de 1809 - 16 de novembro de 1842)
- Carter Bassett Harrison (26 de outubro de 1811 - 12 de agosto de 1839)
- Anna Tuthill Harrison (28 de outubro de 1813 - 5 de julho de 1845)
- James Findlay Harrison (15 de maio de 1814 - 6 de abril de 1817)

## Ascensão de seu marido à fama
Harrison ganhou fama como um líder de Indiana na Batalha de Tippecanoe e herói da Guerra de 1812, porém passou grande parte de sua vida na carreira civil. Seu serviço no Congresso como delegado territorial de Ohio deu a Anna e seus filhos uma chance de visitar sua família em Berkeley, a plantação deles no Rio James. Seu terceiro filho, Lucy Singleton Harrison, nasceu nesta viagem, em Richmond, Virgínia em 5 de setembro de 1800. A candidatura de Harrison a governador do Território de Indiana levou-os ainda mais adentro do deserto; ele construiu uma bela casa em Vincennes, Indiana que misturava uma fortaleza a uma mansão de plantações.
Diante da Guerra de 1812, a família mudou-se para a fazenda em North Bend. Lá, ao ouvir a notícia da vitória eleitoral de seu marido em 1840, Anna disse: "Desejo que os amigos de meu marido deixem-no onde está, feliz e contente na aposentadoria."

## Primeira-dama dos Estados Unidos
Quando William tomou posse em 1841, Anna foi detida por uma doença na casa deles em North Bend. Ela decidiu não acompanhá-lo a Washington DC. O presidente eleito Harrison pediu a sua nora Jane Irwin Harrison, esposa de seu filho William Henry Harrison Jr, a acompanhá-lo e atuar como anfitriã até a chegada de Anna em maio. Em 4 de abril, exatamente um mês após sua posse, o Presidente Harrison morreu. Anna estava se preparando para a mudança à Casa Branca quando soube da morte de seu marido em Washington, então, nunca fez a viagem.

## Morte
Após a morte de William, ela viveu com seu filho John Scott em North Bend, e ajudou a criar seus netos, incluindo Benjamin, que na época tinha oito anos, que viria a se tornar Presidente dos Estados Unidos. Em junho de 1841, o Presidente John Tyler assinou uma lei que daria a primeira pensão para uma esposa de presidente, um subsídio de US$ 25 000 para a Srª Harrison.
Anna Harrison faleceu em 25 de fevereiro de 1864, aos 88 anos, e foi sepultada no William Henry Harrison Tomb State Memorial em North Bend.